# 14 Wojskowy Oddział Gospodarczy
14 Wojskowy Oddział Gospodarczy (14 WOG) – jednostka logistyczna Sił Zbrojnych Rzeczypospolitej Polskiej. Realizuje zadania zabezpieczenia finansowego i logistycznego jednostek i instytucji wojskowych na swoim terenie odpowiedzialności.

## Formowanie i zmiany organizacyjne
Na podstawie decyzji Ministra Obrony Narodowej nr Z-83/Org./P1 z 20 września 2011, z dniem 2 stycznia 2012 rozpoczęto formowanie Oddziału .

## Symbole oddziału
Odznaka pamiątkowa
Minister Obrony Narodowej decyzją nr 98/MON z 10 kwietnia 2013 wprowadził odznakę pamiątkową i oznaki rozpoznawcze Oddziału.
Odznaka pamiątkowa wykonana jest na planie szafirowego krzyża maltańskiego ze srebrnymi krawędziami. Na górnym ramieniu umieszczona jest liczba „14”. Na pozostałych ramionach widnieją litery „WOG”. W centrum krzyża umieszczono herb Poznania. Pomiędzy ramionami krzyża przechodzi miecz skrzyżowany z stylizowanym kłosem w barwach srebra oksydowanego. W tle koło zębate .
Oznaki rozpoznawcze 

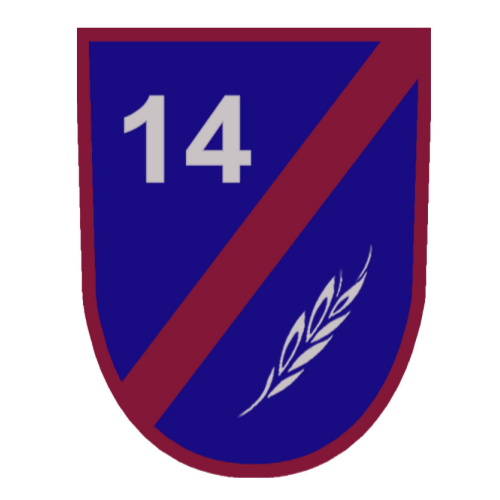
Oznaka rozpoznawcza na mundur wyjściowy
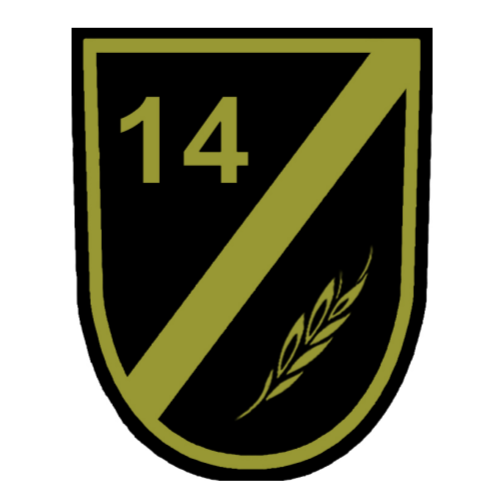
Oznaka rozpoznawcza na mundur polowy

## Żołnierze WOG
| Komendanci WOG           | Komendanci WOG            |
| Stopień, imię i nazwisko | Okres pełnienia służby    |
| ------------------------ | ------------------------- |
| ppłk Rafał Smuszkiewicz  | 1 I 2012 – 12 XII 2013    |
| ppłk Marek Pawłowski     | 12 XII 2013 – 28 III 2018 |
| ppłk Marek Błachowiak    | 28 III 2018 – 28 V 2020   |
| ppłk Bogdan Kobylański   | 1 VII 2020 – 31 I 2023    |
| ppłk Adam Dąbrowski      | 3 IV 2023 – nadal         |